# Maria de Medici
Maria de Medici (n. 26 aprilie 1575, Florența, Marele Ducat de Toscana – d. 3 iulie 1642, Köln, Sfântul Imperiu Roman) a fost regină a Franței sub numele de Marie de Médicis, a doua soție a regelui Henric al IV-lea al Franței. După asasinarea soțului său în 1610, a fost regentă pentru fiul său, Ludovic al XIII-lea.

## Viața timpurie, căsătoria cu regele Henric al IV-lea

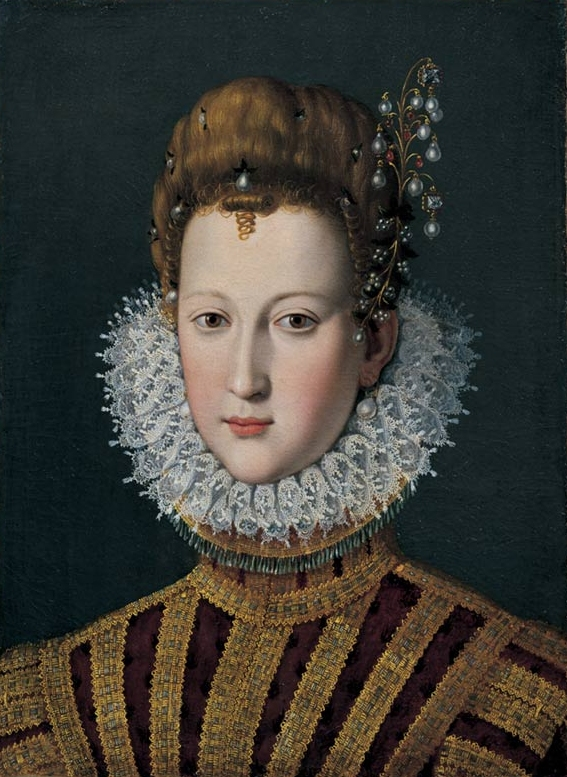
Portretul Mariei de Medici în tinereţe.

Născută la Palazzo Pitti din Florența, Italia, a fost fiica lui Francesco I de' Medici, Mare Duce de Toscana și a Ioanei, arhiducesă de Austria.  A fost unul din cei șapte copii însă numai ea și sora sa, Eleonora de Medici au supraviețuit adolescenței. Bunicii materni erau Ferdinand I, Împărat al Sfântului Imperiu Roman și Anna de Bohemia. Anna era fiica lui Vladislaus al II-lea de Bohemia și Ungaria și a soției lui, Anne de Foix.
În octombrie 1600 s-a căsătorit cu regele Henric al IV-lea al Franței, după ce căsătoria acestuia cu Margareta de Valois a fost anulată. Fiul ei cel mare, viitorul rege Ludovic al XIII-lea, s-a născut la Fontainebleau anul următor. Fiica ei cea mică, Henrietta Maria, a fost regină consort a Angliei, Scoției și Irlandei ca soție a regelui Carol I. Fiica ei cea mare, Elisabeta, a fost regină consort a Spaniei, ca soție a regelui Filip al IV-lea.

## Mariaj nereușit
Mariajul cu Henric n-a fost unul reușit. Avea altercații cu metresa soțului ei, Catherine Henriette de Balzac d'Entragues, căruia Henric îi promisese că se vor căsători după decesul fostei metrese, metresa oficială, Gabrielle d'Estrées. Când Henric s-a căsătorit cu Maria de Medici, au început intrigile la curte. Deși regele putea cu ușurință să-și alunge metresa și să-și susțină soția, el n-a făcut acest lucru niciodată. Ea la rândul său, a arătat mare simpatie și suport pentru fosta soție a regelui, Margareta de Valois, cerându-i lui Henric să-i permită reintrarea în lume.
În timpul vieții soțului ei Maria a dat slabe semne de capacitate și abilitate politică. La câteva ore după asasinarea lui Henric în 1610 a fost confirmată ca regentă de către Parlamentul din Paris. A alungat-o de la curte pe metresa Catherine Henriette de Balzac d'Entragues. Cu toate acestea, nu foarte strălucitoare, încăpățânată, obeză, în curând a intrat sub influența servitoarei sale Leonora "Galigai" și mai târziu a soțului acesteia, un italian fără scrupule, Concino Concini, care a fost avansat la rang de marchiz de Ancre și mareșal al Franței, în ciuda faptului că niciodată n-a câștigat vreo bătălie.
L-a demis pe ministrul capabil al lui Henric, Maximilien de Bethune, duce de Sully. Prin Concini și prin regentă, reprezentanții italieni ai Bisericii Romano-Catolice sperau să forțeze suprimarea protestantismului în Franța. Pe jumătate habsburgică, ea a abandonat politica tradițională franceză anti-habsburgică. Maria de Medici a aranjat căsătoria fiicei sale, Elisabeta de Boubon, cu viitorul rege Filip al IV-lea al Spaniei, care făcea parte din dinastia habsburgică spaniolă.
Construirea și amenajarea Palatului Luxembourg, căruia Maria îi spunea Palatul Médicis a reprezentat marele său proiect artistic. Pictorul de curte era Peter Paul Rubens.
În Florența se află mormântul Mariei de Medici, în curtea unei biserici și are o statuie care o reprezintă.

## Descendenți
| Nume                              | Naștere            | Deces              | Note |
| --------------------------------- | ------------------ | ------------------ | --- |
| Ludovic al XIII-lea               | 27 septembrie 1601 | 14 mai 1643        | căsătorit cu Ana de Austria (1601 - 1666) în 1615.                                                                           |
| Elisabeta, regină a Spaniei       | 22 noiembrie 1602  | 6 octombrie 1644   | căsătorită cu Filip al IV-lea, rege al Spaniei (1605 - 1665) în 1615.                                                        |
| Cristina Maria, Ducesă de Savoia  | 12 februarie 1606  | 27 decembrie 1663  | căsătorită cu Victor Amadeus I de Savoia (1587 - 1637) în 1619.                                                              |
| Nicolae Henric, Duce de Orleans   | 16 aprilie 1607    | 17 noiembrie 1611  | a murit copil. |
| Gaston, Duce de Orléans           | 25 aprilie 1608    | 2 februarie 1660   | căsătorit cu Bourbon, Ducesă de Montpensier (1605 - 1627) în 1626. căsătorit cu Margareta de Lorraine (1615 - 1672) în 1632. |
| Henrietta Maria, regină a Angliei | 25 noiembrie 1609  | 10 septembrie 1669 | căsătorită cu Carol I, rege al Angliei (1600 - 1649) în 1625.                                                                |

1. ↑  „Maria de Medici”, Gemeinsame Normdatei, accesat în 11 decembrie 2014
2. 1 2 3  RKDartists, accesat în 2 martie 2018